# Кримська Народна Республіка
Кри́мська Демократи́чна Респу́бліка або Кримська Народна Респу́бліка (крим. Qırım Halq Cumhuriyeti, قريم خالق جمهوريات‎) — державне утворення кримських татар на Кримському півострові, що було проголошено в грудні 1917. Республіка претендувала на відновлення державності кримських татар у Криму. В січні 1918 владу на півострові захопили більшовики.
Кримська Демократична Республіка стала першою демократичною республікою в усьому мусульманському світі та першою в ісламському світі країною, що надала виборчі права всім жінкам.

## Історія

### Формування Мусульманського виконавчого комітету

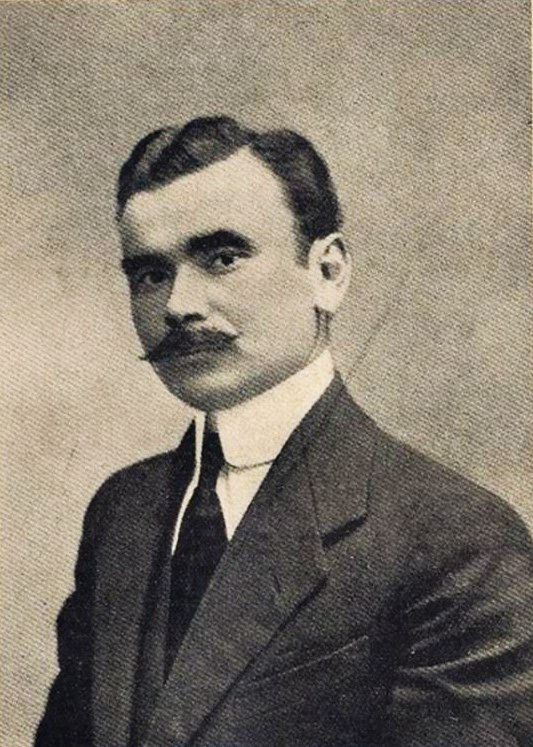
Номан Челебіджіхан

Одразу після скинення царату кримськотатарська молода генерація, значна частина якої тим чи іншим чином пройшла школу Першої світової війни, спробувала приєднатися до руху рад — найпопулярніших тоді на місцях самочинних органів революційного самоврядування. Але як Сімферопольська, так і інші ради на півострові відмовили їм, бо не надавали представництва національним організаціям, лише на загальних засадах, від імені фабрик, заводів, військових частин тощо.
У квітні в Сімферополі був скликаний З'їзд мусульман Криму, який обрав Мусульманський виконавчий комітет. Його очолив щойно призначений цим же з'їздом на посаду муфтія 32-річний богослов, юрист і публіцист Номан Челебіджіхан. Він був і автором віршу «Я присягнувся» (крим. Ant Etkenmen), який пізніше став кримськотатарським національним гімном. Тривала Перша світова війна, і він перебував у складі діючої армії та був обраний на свою посаду заочно. Так само заочно на посаду голови вакуфної комісії обрали іншого офіцера-фронтовика — 28-річного юриста Джафера Сейдамета Киримера.
Мусвиконком спочатку не мав намірів ставати суто владним органом. За словами його секретаря Алі Боданинського, головним завданням було «неухильне прагнення до організації демократичних кримськотатарських мас, прагнення до впровадження серед них свідомого і відданого ставлення до ідей загальноросійської та, зокрема, кримськотатарської революції, прагнення стати у всіх проявах кримськотатарського життя центром не директивним і керівним, а регулюючим і контролюючим». Чільними друкованими органами Мусвиконкому стали газети «Millet» і російськомовна, але політично радикальніша, «Голос татар».

### Поширення впливу Мусвиконкому
Російський Тимчасовий уряд був вимушений визнати Мусвиконком як орган національно-культурної автономії кримських татар. Але де-факто у сферу його відання впродовж кількох місяців переходять всі кримськотатарські справи — політична діяльність, культура, релігійні справи, економіка, податки. Виконком мав у всіх повітових містах підпорядковані собі місцеві мусульманські комітети, а в селах — уповноважених і сільські комітети. Фактично впродовж кількох місяців була вибудована вертикаль влади.
В результаті контактів влітку-восени 1917 року з організаційним центром кримськотатарського руху — Тимчасовим Кримсько-мусульманським виконавчим комітетом — Українська Центральна Рада визнала основним суб‘єктом самовизначення в Криму саме кримськотатарський народ.

### Політизація кримськотатарського руху
На першому етапі революції кримськотатарські політики вимагали лише національно-культурної автономії у складі демократичної Росії. Та вже у липні 1917 року була створена перша кримськотатарська політична партія «Milliy Firqa» («Національна партія»). У ній незабаром оформилися дві течії: прихильники автономії Криму (переважно прихильники соціалістичної ідеології) та прибічники відновлення незалежної кримськотатарської держави, яка свого часу існувала на півострові упродовж трьох з половиною століть. Програма партії передбачала скликання парламенту і проголошення у Криму народної республіки.

### Перемовини з УЦР
У другій половині липня 1917 р. до Києва й прибули керівники Мусвиконкому Д. Сейдамет і А. Озенбашли, які провели зустрічі з головою УЦР М. Грушевським, секретарем міжнаціональних справ О. Шульгиним, головою Генерального секретаріату В. Винниченком, побували на засіданні революційного представницького органу України. Д. Сейдамет в своїх споминах, написаних за кілька десятиліть після подій, досить детально розповідає про своє бачення причин приїзду та про зустрічі з українськими лідерами:
|  | Ми уважно відстежували структуризацію національного руху України, заснування Центральної Ради, дії українців з реалізації територіальної автономії і, нарешті, створення національного уряду. Анархія, що підступала звідусіль, наочно доводила безпідставність наших намірів зберегти свою країну на договірній основі з росіянами, з російськими органами влади, — це поставило нас перед необхідністю більш ретельного вивчення національного руху українців. |

Д. Сейдамет згадує як таємно і без дозволу зняв у приймальні голови Генерального секретаріату мапу України, видану у Львові і на якій «горизонтальною прямою, накресленою від Кефе до Кезлева, Кримський півострів був розрізаний навпіл, північна частина якого повністю пофарбована в колір України». З цією мапою учасники поїздки в Київ ознайомили муфтія Ч. Челебієва, а потім і весь Тимчасовий Кримсько-мусульманський комітет. Лідер мусульман Криму ніби сказав: «Значить, ми загрожені ще одним імперіалізмом…».
Про ці перемовини писала місцева газета «Голос Татар» за 29 липня 1917 року:
|  | Украинскую раду посетила депутация мусульман, обратившаяся с просьбой поддержать их стремление к установлению автономии Крыма. Мусульмане выражают пожелание о территориальном присоединении Крыма к Украине. Мусульмане представили раде докладную записку, основные пункты которой: сконцентрирование всех мусульман-солдат, находящихся в Крыму и вне Крыма – в Симферополе, образование из них отдельного войска; при штабе округа должен быть мусульманский комиссариат; командный состав должен состоять из мусульман, точно также врачебный персонал в лечебных учреждениях; командир полка должен избираться мусульманским исполнительным комитетом. Обсудив домагательства мусульман об автономии Крыма, генеральный секретариат не согласился с некоторыми из них, признав вообще преждевременным предпринять шаги перед центральным правительством до разрешения вопроса о территории. Временный Крымско-Мусульманский Исполнительный Комитет настоящим для восстановления истины заявляет, что им с подобным поручением никакая депутация командирована в Украинскую раду не была. |

### Формування кримськотатарських військових частин
Так само, як Центральна Рада домагалася українізації військ, в яких переважали українці, Мусвиконком став підпорядкувати собі частини, в яких служили переважно кримські татари. Він сформував у Сімферополі кримськотатарський батальйон і домігся повернення з фронту до Криму кількох кримськотатарських військових частин. За ці дії Номан Челебіджихан улітку 1917 року був заарештований Тимчасовим урядом, проте на його підтримку виступили не тільки кримські татари, а й українці та інші національні групи півострова, тож за кілька днів голову Мусвиконкому звільнили, тільки посиливши його популярність.

### Скликання курултаю

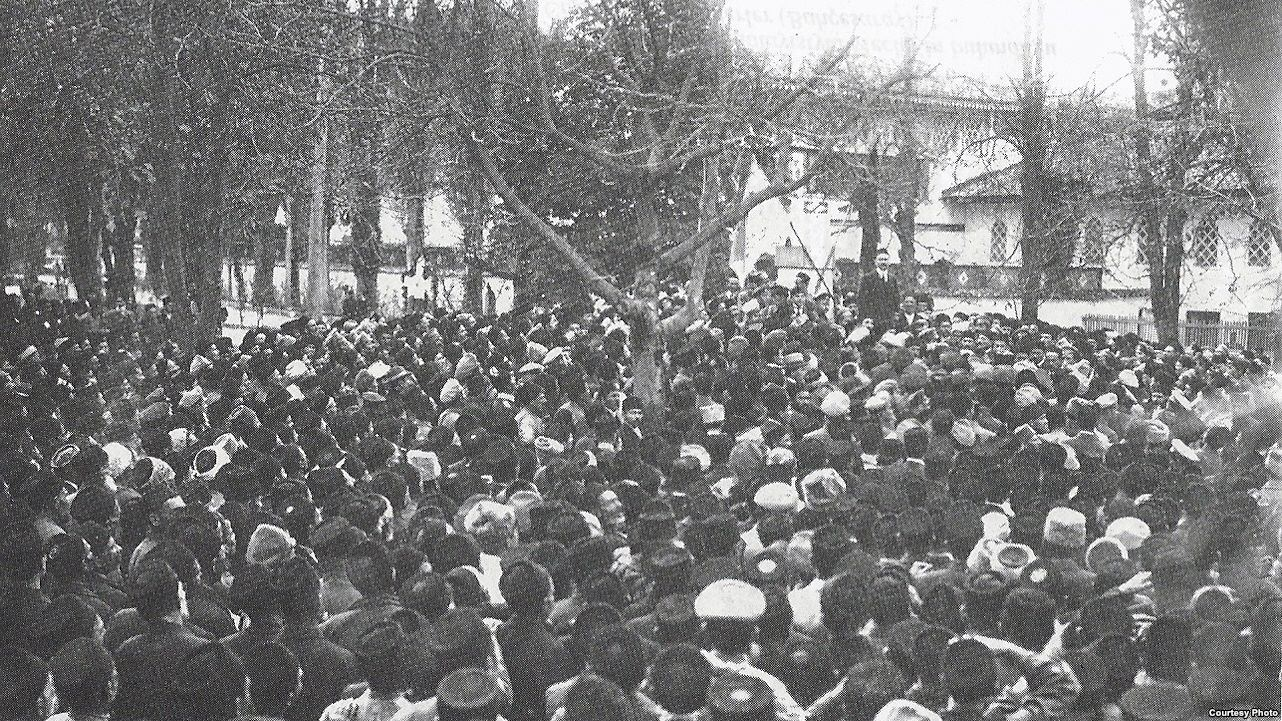
Збори кримських татар біля Бахчисарайського палацу. Номан Челебіджихан дивиться на фотокамеру, позаду нього помітно два одноколірних прапори (один світлий, другий темний. Скоріш за все, прапор зліва блакитного кольору, праворуч — чорного або зеленого)

Події осені 1917 року зумовили те, що ідея розбудови демократичної федерації почала втрачати свою привабливість для більшості національних рухів на території колишньої Російської імперії. 1-2 жовтня 1917 року (за старим стилем) Мусульманський виконком провів з'їзд представників кримськотатарських організацій, на якому Н. Челебіджіхан висловив спільну думку ініціаторів, що у зв'язку з новими політичними обставинами питання про подальшу долю Криму повинен вирішити Курултай. Рішення про скликання Курултаю було прийнято одноголосно.
Була створена комісія з підготовки Курултаю з 5 чоловік. До неї увійшли Номан Челебіджіхан, Джафер Сейдамет, Амет Озенбашли, Сеітджеліль Хаттат і Алі Боданінський. З'їзд призначив вибори на 17 листопада, а проведення Курултаю — з 17 листопада по 7 грудня.
Мусульманський виконком організував проведення виборів. Згідно зі спеціально прийнятим ним законом в них брали участь кримські татари, які досягли 20 років. Вибори проходили у п'яти виборчих округах. На Курултай були обрані 76 делегатів, у тому числі, від Ялти — 24 делегати, Сімферополя — 19, Феодосії — 16, Євпаторії — 11, від Ора (Перекопу) — 6. Серед делегатів були 4 жінки. Це був перший з-поміж ісламських народів приклад реалізації виборчих прав жінок; донині цих прав жінки не мають у низці мусульманських держав.

### З'їзд земств і міських дум
20-23 листопада (3-6 грудня) в Сімферополі відбувся з'їзд земств і міських дум, що створив «тимчасовий вищий орган губернської влади» — Раду народних представників. З'їзд, на якому представники корінних народів Криму (22 делегати) та українського населення (30 делегатів) опинилися в меншості, висловився за збереження Криму у складі Росії.
Отже, тимчасовою крайовою владою в Криму і Таврійській губернії в цілому стала Рада народних представників. До складу РНП входили представники органів земського і міського самоврядувань, рад, профспілок, національних організацій. Серед останніх були й кримськотатарські, причому вони грали в перебігу політичних процесів регіону важливу роль, завдяки згуртованості і тому, що кримськотатарські бійці були базою збройних формувань РНП.

### Рада народних представників
До складу Ради народних представників увійшло 48 чоловік:
| Депутат                           | Квота                                    | Партійність        |
| --------------------------------- | ---------------------------------------- | ------------------ |
| Новицький Павло Іванович          | Ради робітничих та солдатських депутатів | РСДРП              |
| Лейбман Беніямін Якович           | Ради робітничих та солдатських депутатів | РСДРП              |
| Бундов П.                         | Ради робітничих та солдатських депутатів | РСДРП              |
| Жаданівський Борис Петрович       | Ради робітничих та солдатських депутатів | РСДРП              |
| Кравченко І.                      | Ради робітничих та солдатських депутатів | Есер               |
| Іванов Ф.                         | Ради робітничих та солдатських депутатів | Есер               |
| Штвань І.                         | Рада селянських депутатів                | Есер               |
| Даст'є Є.                         | Рада селянських депутатів                | Есер               |
| Мартинюк                          | Рада селянських депутатів                | Есер               |
| Беляк                             | Рада селянських депутатів                | Есер               |
| Курін                             | Рада селянських депутатів                | Есер               |
| Поляков                           | Рада селянських депутатів                | Есер               |
| Хаїт Матвій Абрамович             | Рада селянських депутатів                | Есер               |
| Попов П.                          | Рада селянських депутатів                | Есер               |
| Дідик                             | Рада селянських депутатів                |                    |
| Грачов В.                         | Губернська рада профспілок               | РСДРП              |
| Лібін І.                          | Губернська рада профспілок               | РСДРП              |
| Дерман Абрам Борисович            | Міські думи                              | Народний соціаліст |
| Біанкі Віктор Іванович            | Міські думи                              | РСДРП              |
| Борисов Н.                        | Міські думи                              | РСДРП              |
| Коровін Н.                        | Міські думи                              | РСДРП              |
| Киселенко Наум Анісімович         | Міські думи                              | РСДРП              |
| Галлоп Абрам Григорович           | Міські думи                              | РСДРП              |
| Яблонський Г.                     | Земства                                  |                    |
| Мухарський                        | Земства                                  |                    |
| Коломійцев Є.                     | Земства                                  |                    |
| Халітов А.                        | Земства                                  |                    |
| Бердов І.                         | Земства                                  |                    |
| Мусса Мурза Тайганський           | Земства                                  |                    |
| Ворошилов Костянтин Костянтинович | Земства                                  |                    |
| Бененсон М.                       | Земства                                  |                    |
| Бобровський Петро Семенович       | Земства                                  |                    |
| Старий                            | Українська рада                          |                    |
| Андрієвський                      | Українська рада                          | УПСР               |
| Амет Озенбашли                    | Мусульманський виконавчий комітет        |                    |
| Ібрагім Хаттатов                  | Мусульманський виконавчий комітет        |                    |
| Іскандер Аметов                   | Мусульманський виконавчий комітет        |                    |
| Тімзе Яан                         | Естонці                                  |                    |
| Гейне Артур Фрідріхович           | Німці                                    |                    |
| фон Коссарт Едгард Артурович      | Німці                                    |                    |
| не встановлено                    | Росіяни                                  |                    |
| не встановлено                    | Росіяни                                  |                    |
| Мурзаєв Іван Георгійович          | Вірмени                                  |                    |
| Левітан В. М.                     | Євреї та кримчаки                        |                    |
| Іткін А. Б.                       | Євреї та кримчаки                        | Поалей-Ціон        |
| Ульїчов Юрій Кир'якович           | Греки                                    |                    |
| Селім Маметов                     | Кримський штаб                           |                    |

На цьому ж засіданні була обрана президія РНП у складі 11 осіб (голова, по два делегата від земств, українців, кримських татар та інших національностей, по одному — від рад та міського самоврядування).

## Проголошення Кримської Народної Республіки

### Скликання Курултаю в грудні 1917
Напередодні скликання Курултаю Мусвиконком виступив із відозвою «Про владу в Криму», в якій заявив, що перебирає ініціативу створення автономії без гегемонії якоїсь народності над іншою і під гаслом «Крим для кримчан». Засідання Курултаю розпочалися 9 грудня (26 листопада) о 14-й годині у Залі суду Ханського палацу в Бахчисараї. Головою Курултаю був обраний один із лідерів «Milliy Firqa» («Національна партія»), письменник Асан Сабрі Айвазов. А 13 грудня Курултай проголосив Кримську Народну Республіку. Це була перша у світі мусульманська республіка. Для прикладу, Турецька Республіка була проголошена шістьма роками пізніше.
Спираючись на попередні домовленості і федералістську концепцію державного будівництва, УЦР у грудні 1917 р. визнає Кримську Народну Республіку, яка залишилась лише на сторінках Основного закону кримських татар.

### Органи влади
14 грудня Курултай затвердив символіку Кримської Народної Республіки та ухвалив «Кримськотатарські основні закони», першу Конституцію Криму. Вона передбачала реалізацію кримськотатарським народом права кожного народу на національне самовизначення і самоврядування шляхом створення парламенту, обраного на вільних, прямих, рівних виборах таємним голосуванням. Конституція також скасувала звання та стани і проголосила рівність усіх громадян незалежно від їхньої національності або віри та рівноправність жінок і чоловіків. 18 грудня Курултай сформував національний уряд — Директорію — у складі п'яти директорів (міністрів): голова Ради та директор юстиції Номан Челебіджіхан, директор з зовнішніх та військових справ Д. Сейдамет, директор фінансів та вакуфів С. Хаттатов, директор у справах релігії А. Шукрі, директор народної просвіти І. Озенбашли. Директорію одразу визнала Центральна Рада, а Директорія засудила агресію радянської Росії проти УНР.
При цьому слід відмітити, що Курултай не ставив за мету встановлення виключно кримськотатарської диктатури на півострові. Серед татар найбільш популярною була ідея рівноправ'я всіх народів Криму у формуванні влади. Курултай не заперечував проти верховенства влади Ради народних представників, що сформувалася в Сімферополі 20 листопада 1917 на противагу більшовикам (багато членів Курултаю входили в РНП). Майбутнє Криму за задумами повинно було визначиться на Установчих зборах.

### Культурне життя
Ще до початку роботи Курултаю були відкриті культурні та освітні заклади, серед яких — Національний кримськотатарський музей у Ханському палаці в Бахчисараї 3-го (16) листопада 1917 року, Педагогічний інститут імені Ісмаїла Гаспринського та Національний художній технікум (обидва у Бахчисараї). А у Сімферополі — жіночий учительський інститут. Починалася серйозна просвітницька робота, яку перервали дії більшовиків.

### Війна з більшовиками та поразка Кримської республіки
Петроградський Совнарком не визнав ані Кримської Народної Республіки, ані її Директорії. За його вказівкою кримські більшовики у ніч на 16 грудня 1917 року захопили Севастополь та — «від імені совітської влади» негайно розігнали там раду робітничих, матроських і солдатських депутатів. Натомість був створений військово-революційний комітет, під орудою якого червоні загони почали наступ на інші міста Криму. В багатьох містах Криму, зокрема Севастополі, Феодосії, Євпаторії було розгорнуто масовий терор, виконавцями терору були насамперед та частина флотських екіпажів, яка більше походила на співтовариство кримінальників на кораблях флоту, ніж на військовослужбовців, і кримські люмпени. За мінімальними оцінками за грудень 1917 — січень 1918 років від безсудних розправ у Криму загинуло не менше тисячі осіб, значна частка яких були офіцерами Чорноморського флоту.
Для оборони півострова від більшовиків Директорія та Рада народних представників, що об'єднала всі національні громади Криму, 19 грудня 1917 року створили у Сімферополі об'єднаний Кримський штаб. У його розпорядженні були два кінні та один піхотний кримськотатарські полки, а також українські та російські загони загальною кількістю близько тисячі осіб. Упродовж січня 1918 року вони билися проти загонів більшовиків та анархістів, які були краще озброєними і набагато переважали їх чисельно. Номан Челебіджихан, який намагався домовитися з більшовиками про припинення бойових дій, під час перемовин у Сімферополі був заарештований, перевезений літаком до в'язниці у Севастополі і там 23 лютого 1918 року розстріляний.

## Більшовицький режим
Наприкінці січня 1918 року більшовики захопили увесь Крим, оголосили про розпуск Курултаю і Ради народних представників та влаштували на півострові масовий терор, який супроводжувався погромами кримськотатарських селищ. У Ялті, Феодосії, Євпаторії, де тоді жили багато кримських татар, розгорнулося переслідування місцевої інтелігенції. «Червоні» матроси та солдати ґвалтували кримськотатарських жінок та дівчат і приторговували ними. Було заарештовано і розстріляно без суду у лютому 1918 р. в Севастополі муфтія Ч. Челебієва.
Інший лідер кримських татар Д. Сейдамет встиг виїхати через Україну та Кавказ до Османської імперії. Значна кількість вояків КНР пішла в гори.
Піз загрозою наступу четвертного союзу, 19 і 21 березня двічі (перший раз — в межах всієї губернії, другий — Криму) було проголошено Соціалістичну Радянську Республіку Тавриди.

## Символіка
Під час Курултаю у 1917 році використовувалися два прапори — червоний революційний та блакитний національний, але ще без тамґи. Так, 9 грудня 1917 року, під час відкриття національних установчих зборів у Бахчисарайському палаці, над його входом майорів великий блакитний прапор.
В ухвалених 26 грудня 1917 року Кримськотатарських Основних Законах не було затвердженого державного прапора. Вважається, що саме блакитний прапор став державним прапором проголошеної республіки. Також існує версія блакитного прапора з жовтою горизонтальною смугою посередині.
У лютому 1919 року, під час правління другого Крайового уряду, кримськотатарське Парламентське бюро, що було в опозиції, затвердило «Положення про культурно-національну автономію мусульман Криму». Там вперше національним гербом визнавали зображення тарак-тамґи, а прапором — полотнище сіро-блакитного кольору із зображенням національного герба у лівому верхньому куті.

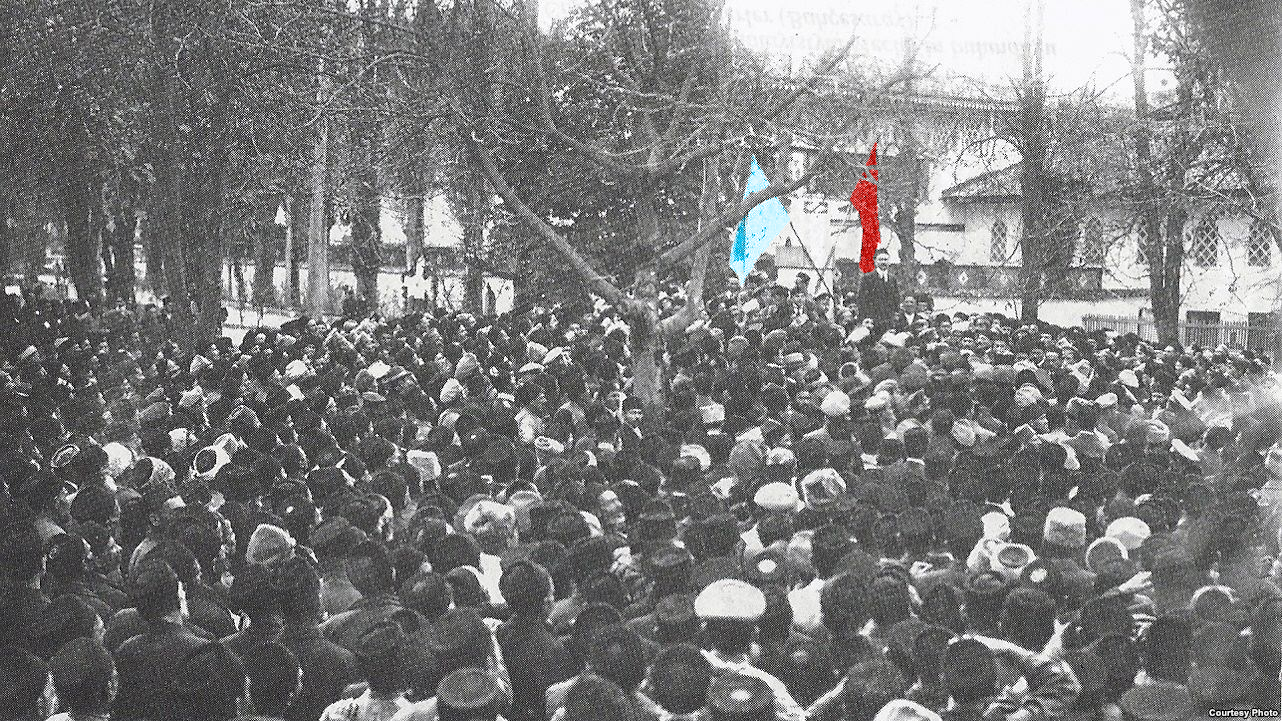
Перший Курултай, 1917 рік, колорізоване фото.
Перший варіант національно прапора та флаг Кримської Народної Республіки.
Варіант флагу Кримської Народної Республіки (не підтверджений документально).
Тамґа Ґераїв, затверджена як національний символ у 1919 році.
Сучасний кримськотатарський прапор, затверджений у 1919 та 1991 роках.

## Військо

### Початок
Питання про створення окремого кримськотатарського полку вперше було порушено перед кримськими татарами командиром Кримського кінного полку А. П. Ревішіним, який у своїй доповіді виконуючому обов'язки таврійського муфтія Д. Култуганскому писав, що вважає за необхідне «надати татарам підтримку, яка може вилитися у форму існування такої частини, яка комплектувалася б виключно кримськими татарами. Хоча Кримський полк і є такою частиною, але досвід мирного і воєнного часу показав, що цього недостатньо … Вважаю найкраще, щоб, зберігши Кримський кінний полк, була сформована, в полку або окремо, піхотна частина, через лави якої проходили б інші кримські татари … Така організація, даючи можливість мусульманам служити разом і дотримуватися всіх правил релігії, як бойова одиниця дасть великі переваги, так як буде цілком однорідна за своїм складом щодо національності і релігії і згуртована у силу приналежності окремих солдатів до одних і тих же сіл, міст, повітів». На його думку, Тимчасовий уряд міг би цілком розраховувати на лояльність кримськотатарських військових частин і бачити в них міцну опору, про що, як він запевняв, свідчив приклад Кримського кінного полку. Пропозиція була прийнята як кримськими татарами, так і владою.
Під час перебування військового міністра Тимчасового уряду А. Ф. Керенського в Севастополі 15 травня 1917 до нього попрямувала депутація від кримських татар на чолі з Таврійським муфтієм Ч. Челебієвим. Депутація клопотала головним чином про повернення з Херсонської губернії в Крим Кримського кінного полку, а також про організацію такого ж полку з наявних у запасних військових частинах кримських татар — солдатів і офіцерів. Керенський вислухав депутацію з великою увагою і задав ряд питань, відповідями на які був дуже задоволений. Він визнав вимоги кримських татар що підлягають задоволенню і обіцяв допомогти, запропонувавши звернутися до уряду з доповідною запискою, що й було зроблено.
Командуючий Одеським військовим округом генерал М. І. Ебєлов на початку липня наказав всіх кримських татар із запасних полків, що знаходились в Сімферополі (10 офіцерів і 1300 солдатів), приєднати до 32-го запасного полку, який 20 липня відправлявся на Румунський фронт. Але розпорядження це не було виконано, і роти, за свідченням татарської газети, були розформовані і розподілені між різними піхотними частинами.

### Основа
Установчий Курултай «директором» (міністром) у військових справах призначив Джафера Сейдамета. Нова влада мала у своєму розпорядженні Кримський кінний полк, Татарський піхотний батальйон при 32-му запасному піхотному полку, а також два курені (батальйони) солдатів-українців, які стали на бік республіки, разом до 6 тис. чол.
Згідно з розпорядженням генерального секретаря Центральної Ради з військових справ С. В. Петлюри, на початку листопада до Сімферополя прибули перші сотні Кримського кінного полку, 17 (30) листопада — запасний полк мусульманського корпусу. Як згадує очевидець: «Татари кінного полку роз'їжджали по вулицях Сімферополя і наводили порядок своїм войовничим виглядом, а іноді й нагайками. Звичайно, не обходилося справу і без поборів з населення».

### Генштаб
Вже 19 грудня 1917 сповістили про створення Штабу Кримських військ на чолі з підполковником Генштабу А. Макухіним. При штабі було створено інтендантське управління, постійна інспекторська комісія з господарської частини, а також політичний, юридичний, санітарно-ветеринарний відділи і канцелярія. Штаб відчував проблеми з фінансуванням, тому був створений комітет зі збору пожертв на потреби війська.

### Офіцерський корпус
Весь особовий склад Кримський військ був далеко не повністю мусульманським: з представників немусульманських народів переважали російські офіцери, якими внаслідок нестачі фахівців-татар заповнювали більшість командних посад у татарських частинах. Зі спогадів П. Врангеля, очолити Штаб кримських військ пропонували і йому.

### Кіннота
На основі існуючих частин розгорнулося формування армії Кримської Народної Республіки. «Наказом по Кримським військам» № 1 від 17 грудня 1917 р. Кримський кінний полк під командуванням полковника М. Петропольского, названий 1-м, був об'єднаний з 2-м Кримським кінним полком на чолі з підполковником О. Біарслановим, в кавалерійську бригаду. Командиром Кримсько-татарської кінної бригади став полковник Г. Бакс.
До війська постійно вливалися солдати-мусульмани з «націоналізованих» частин російської армії. Так, у грудні 1917 р. з українізованого 8-го запасного кавалерійського полку кримських татар направили до Сімферополя. Тоді командування Румунського фронту видало розпорядження про відправку повністю збройних мусульманських маршових рот.

### Піхота
Продовжували формуватись і нові піхотні й артилерійські частини. 17 грудня було створено перший піхотний полк Кримський військ — 1-й Татарський (Мусульманський або Кримський) піший полк «Уріет» (крим. «свобода») на чолі з поручиком Дж. Аблаєвим (з 23 грудня — поручиком Нагаєвим). 21 — 22 грудня відбулася присяга на «захист основних законів Курултаю». На базі 1-го полку «Уріет» на початку січня 1918 р. розгорнулося формування Кримської піхотної бригади. Штаб бригади створювався на штаті штабу російської стрілецької бригади. Наприкінці грудня в розпорядження Штабу Кримський військ перейшли також 1-а, 2-а, 3-я Кримська та Особлива Керченська сотні. Є згадки про дві офіцерські роти у підпорядкуванні Штабу.

### Артилерія
24 грудня капітану Федорову було доручено сформувати легку батарею Кримських військ.

### Немусульманські частини
Інші немусульманські народи багатонаціонального Криму також виявили прихильність до формування кримських збройних сил. З самого початку процесу створення кримськотатарських національних частин у дружні відносини з сімферопольським мусульманським солдатським комітетом увійшов український Полк імені гетьмана Дорошенка. Від греків і росіян надійшла пропозиція формувати 3-й кінний полк Кримський з уродженців Криму всіх національностей, крім татар. Вже у січні 1918 р. було створено дивізіон цього полку. Добровольці полку коней приводили з собою. На початок 1918 р. були сформовані також грецький батальйон, єврейський загін, вірменська і польська роти. У Кримських військах служили також французькі військові, зокрема авіатори під командуванням полковника Монтеро.

### Проблеми
Мусульманський корпус генерала М Сулькевича так і не був переведений до Криму, до кінця свого існування залишаючись на Румунському фронті в умовах повного розвалу армії, боїв з більшовиками і румунської окупації. Після наступу австро-угорської армії в березні 1918 р. корпус був роззброєний австрійцями біля Тирасполя. Сам М. Сулькевич з частиною солдатів корпусу переважно кримськими татарами, зміг приїхати до Криму тільки в квітні 1918 р., коли там вже облаштувалися частини німецької армії.

### У складі ЗСПР 1918—1920
- Татарський кінний дивізіон — Халіль-Беків Ісрафіл.
- Татарський кінний полк
- Татарський стрілецький полк